# Lobelia fangiana
Lobelia fangiana är en klockväxtart som först beskrevs av Franz Elfried Wimmer, och fick sitt nu gällande namn av Shiu Ying Hu. Lobelia fangiana ingår i släktet lobelior, och familjen klockväxter. Inga underarter finns listade i Catalogue of Life.